# بادي بوريس
بادي بوريس (بالإنجليزية: Buddy Burris)‏ هو لاعب كرة قدم أمريكية أمريكي، ولد في 20 يناير 1923 في نواتا في الولايات المتحدة، وتوفي في 26 نوفمبر 2007.

## وصلات خارجية
- بادي بوريس على موقع مرجع كرة القدم المحترفة.كوم (الإنجليزية)